# Battleaxe
Battleaxe est un groupe britannique de heavy metal, originaire de Sunderland, en Angleterre.

## Histoire
Le groupe est formé au début de l'année 1981. Peu de temps après, le label Guardian Records s'intèresse au groupe. Il s'ensuit des enregistrements pour une compilation. En outre, il figure également sur la compilation Roxcalibur avec deux chansons, sur laquelle on pouvait également entendre Satan et Black Rose. Cela permet d'attirer l'attention sur le groupe, ce qui conduit à des apparitions à la radio et à la télévision. Ils obtiennent donc un contrat chez Music for Nations, chez qui le premier album Burn this Town sort en 1983. En 1984, le groupe retourne en studio pour enregistrer le deuxième album Power from the Universe. Après quelques années d'activité supplémentaires et divers changements de line-up, le groupe se sépare au début des années 1990. Le groupe se reforme en 2010.
Les trois premiers albums reçoivent des critiques mitigées dans le monde entier et un éminent journaliste rock a critiqué la réédition de Power from the Universe.

## Style musical
Le groupe joue de la musique de la new wave of British heavy metal, dont le chant rauque et la vitesse de jeu rapide sont particulièrement caractéristiques.

## Discographie
- 1982 : Burn this Town (single, Guardian Records)
- 1983 : Burn this Town (album, Music for Nations)
- 1984 : Power from the Universe (album, Music for Nations)
- 1985 : Live n Kicking (album live, Music for Nations)
- 2005 : Nightmare Zone (EP, Sound King Entertains)
- 2014 : Heavy Metal Sanctuary (album, Steamhammer Records)